# Atopsyche pachacamac
Atopsyche pachacamac là một loài Trichoptera trong họ Hydrobiosidae. Chúng phân bố ở vùng Tân nhiệt đới.